# Sitio de Teruel (1363)

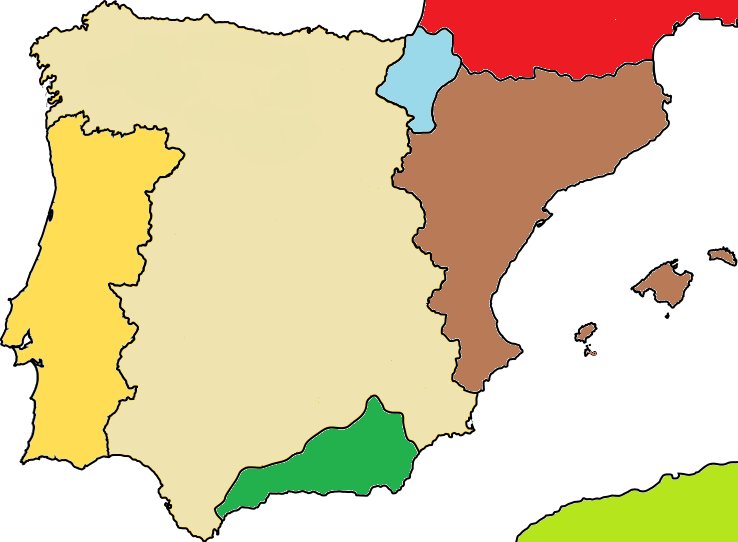
Mapa de la península Ibérica en el año 1400.

El sitio de Teruel de 1363 fue una de las batallas de la guerra de los Dos Pedros.

## Antecedentes
Pedro el Cruel llegó a un acuerdo con Carlos II de Navarra en junio de 1362 para coordinar un ataque al oeste de Aragón y Calatayud cayó el 29 de agosto deo. 
El 1363 mientras Pedro el Ceremonioso reunía a su ejército en Zaragoza para contraatacar al reino de Castilla, nombró a Pedro II de Urgel capitán general de la Comunidad y ciudad de Teruel y como capitanes a Guillen Ramón de Ceruelo y a García Ganosa. Ordenó derruir las fortalezas no defendibles y que la población se refugiara en lugares fortificados.
Pedro el Cruel recibió 300 caballeros de refuerzo del reino de Portugal, un contingente del reino de Navarra comandado por el infante Luis de Navarra y un contingente de 600 caballeros del reino de Granada comandados por Faraj ibn Ridwan. Con esas fuerzas hizo suyos los lugares de Fuentes, Arándiga, tomó por sorpresa en Tarazona y entró en Magallón y Borja.
Pedro el Ceremonioso celebró un tratado con el Reino de Francia y otro secreto con Enrique de Trastámara, hijo de Alfonso XI de Castilla, estipulando que el aragonés lo ayudaría con todas sus fuerzas para conquistar el reino de Castilla, cediéndole Enrique a cambio la sexta parte de lo que ganaran. Pedro I de Castilla mientras seguía avanzando y tomó Cariñena

## El asedio
Las tropas de Pedro I de Castilla llegaron a las puertas de Teruel el 25 de marzo de 1363, con 24 máquinas de guerra que castigaban la ciudad de día y por la noche. Ante esta situación el juez de Teruel, como máxima autoridad de la ciudad y ante el peligro de ver la ciudad destruida por las tropas castellanas, abrió el portal de San Miguel el 3 de mayo de 1363. Los castellanos llegaron a controlar toda la ciudad durante algún tiempo. Desde aquel entonces el portal de San Miguel pasó a conocerse como el Portal de la Traición.

## Consecuencias
Después de la conquista de Teruel, Pedro el Cruel, en lugar de avanzar contra Zaragoza, donde se reunía el ejército de Pedro el Ceremonioso y los refuerzos de Enrique de Trastámara (que aportó mil caballeros y mil peones), cambió de objetivo y se dirigió a Valencia, tomando por el camino Alfambra, Castielfabib, Ademuz, Villel y Morvedre y poniendo bajo asedio Valencia el 21 de mayo. Mientras asediaba la ciudad tomó Almansa, Chiva, Buñol, Benaguacil, Liria y Alpuente.
La rendición de la ciudad enojó a Pedro el Ceremonioso, que anuló temporalmente los fueros y privilegios de la ciudad hasta la reconciliación real de 1366. Esta reconciliación fue a instancias del maestre del Hospital de San Juan de Jerusalén, Juan Fernández de Heredia, que posteriormente se preocupó personalmente de la restauración del recinto amurallado de Teruel, así como de regalar a la ciudad las reliquias de Santa Emerenciana, la cual llegaría a ser su patrona. 
La ciudad estuvo en manos castellanas hasta el 5 de abril de 1367.